# Anthology 2
Az Anthology 2 a The Beatles válogatásalbuma, amelyet 1996. március 18.-án adott ki az Apple Records a The Beatles Anthology sorozat részeként. Ritkaságokat, kiadatlan műveket és a koncertek élő adásainak felvételeit tartalmaz az 1965-ös Help! album ülésszakaszaitól egészen az 1968 februári indiai utazásuk előtti ülésekig. Ez a második az Anthology 1 és Anthology 3 albumok trilógiájában, amelyek mindegyike a televízióban közvetített különleges The Beatles Anthology című műsorhoz kapcsolódóan. A nyitó szám a Real Love, a második a két felvétel közül, amely a zenekar felbomlása óta először egyesítette a Beatles-t. Elődjéhez hasonlóan az album az amerikai Billboard 200 albumlista élére került, és a RIAA-tól négyszeres platina minősítést kapott.
Az Anthology albumokat 2011. június 14-én újra kiadták és digitálisan elérhetővé tették az iTunes Store-ban, külön-külön és az Anthology Box Set részeként.

## Tartalom
A Real Love hasonlóan a Free as a Bird című dalhoz, ez is John Lennon demófelvételén alapult, amelyet az ő özvegye, Yoko Ono adott át Paul McCartney-nak. A három túlélő bandatag (McCartney, George Harrison és Ringo Starr) gitárral, basszusgitárral, dobbal, ütőhangszerekkel és háttérvokálokkal bővítette a felvételt, de az előző dallal ellentétben nem dolgozta át annak szöveget vagy a zenéjét. A Real Love kizárólag Lennon nevéhez fűződik, és ez lett az egyetlen Beatles-dal, amelynek írója egyedül Lennon lett.
Az első lemez három kiadatlan szerzeményt tartalmaz, ebből az egyik egy instrumentális dal, amely a 12-Bar Original címet viseli. Ezt még a Rubber Soul albumhoz rögzítettek, de később nem használták fel. Két másik dal a Help! albumhoz lettek felvéve. De az If You've Got Trouble és a That Means a Lot szerzeményeket lehagyták az albumról, és soha többé nem használták fel. Előbbit eredetileg Ringo Starr énekelte volna fel a hangterjedelme miatt, az utóbbit pedig végül P.J. Proby énekes kapta meg. Először jelenik meg az Everybody's Trying to Be My Baby az együttes híres, 1965 augusztusi Shea Stadion-ban rendezett koncertfelvételről, ami végül kimaradt a show-ról szóló dokumentumfilmből.
Az I'm Down eredetileg a 7. számként szerepelt (időrendileg a megfelelő helyen), de Paul McCartney kérésére az utolsó pillanatban átkerült a 3. helyre. Az album már megjelent a nyomdában,de McCartney állítólag maga fizette az újranyomtatás költségeit.
A második lemez a Sgt. Pepper's Lonely Hearts Club Band és a Magical Mystery Tour album számainak folyamatban lévő verzióit tartalmazza. A kiadott lemez első percét alkotó Strawberry Fields Forever felvétele teljes egészében megjelenik a harmadik számként is. Három olyan dal is szerepel, amelyeket ebben az időszakban kezdtek előkészíteni – Only a Northern Song, You Know My Name (Look Up the Number) és az Across the Universe -, de csak évekkel később, 1969-ben és 1970-ben jelentek meg.
McCartney azt remélte, hogy bekerül a Carnival of Light című, még kiadatlan kísérleti darabba, amelyet a Beatles a Sgt. Pepper Lonely Hearts Club Band album készítése során rögzítettek 1967-ben. Az ötletet azonban Harrison, Starr és Ono megvétózta, mivel a számot soha nem szánták egy Beatles lemez kiadására. Számos dal szerepelt a válogatásalbum tervezetében, de ezeket bizonyos okok miatt elvetették, és csak később kerültek rá más kiadványokra. Ezek a következő dalok voltak: a She's a Woman az 1965-ös Shea Stadion fellépésről készült felvételen; a Nowhere Man élő változata, amelyet Tokióban vettek fel 1966-ban; a Paperback Writer, a Think For Yourself és a Love You To azon változatai, mely csak énekhangokat tartalmazza.

## Fogadtatás
Elődjéhez hasonlóan az Anthology 2 is jó eladásokat produkált. Az Egyesült Államokban az első helyen debütált, az első héten 442 000 példányban kelt el. A következő héten a második helyre esett vissza, 201 000 példányban kelt el, Alanis Morissette Jagged Little Pill albuma váltotta fel. Az album még két hetet töltött a top 10-ben, a negyedik, majd a nyolcadik helyen, 22 egymást követő hétig a Billboard 200-on maradt, majd kétszer újra felkerült a slágerlistákra, amivel a 96. helyet jelentette az 1996-os karácsonyi szezonban. Az album 37 hetet töltött a slágerlistákon (nyolccal többet, mint az Anthology 1), és 1 707 000 példányban kelt el. Az Egyesült Királyságban is hasonló volt a siker. Az első Anthology album a második helyen debütált, amikor 1995 novemberében megjelent, de utódja elérte az első helyet, ahol egy hétig maradt. Az album összesen 13 hetet töltött a brit albumlistán.
Az összeállítást 1996 márciusában értékelve a Billboard bírálója úgy jellemezte, mint "értékes ablakot a populáris zene történetének legjövedelmezőbb kreatív együttműködésébe".

## Megjelenéstörténet
| Ország                    | Dátum             | Kiadó               | Formátum           | Katalógusszám                |
| ------------------------- | ----------------- | ------------------- | ------------------ | ---------------------------- |
| Egyesült Királyság        | 1996. március 16. | Apple, EMI          | Három bakelitlemez | PCSP728 / 72438 34448 1 6    |
| Egyesült Királyság        | 1996. március 16. | Apple, EMI          | Dupla CD-lemez     | CDPCSP728 / 7243 8 34448 2 3 |
| Egyesült Királyság        | 1996. március 16. | Apple, EMI          | Kazetta            | TCPCSP728                    |
| Amerikai Egyesült Államok | 1996. március 19. | Apple, Capitol, EMI | Három bakelitlemez | CDP 7243 8 34448 1 6         |
| Amerikai Egyesült Államok | 1996. március 19. | Apple, Capitol, EMI | Dupla CD-lemez     | CDP 7243 8 34448 2 3         |

## Az album számai
Minden zeneszám sztereóban hallható, kivéve ahol fel van tüntetve.
Minden szám Lennon–McCartney szerzemény, kivéve ahol fel van tüntetve.

### Első lemez
| Sorszám | Cím                                                                                     | Szerzők                                                | A felvétel ideje, helye                                                                  | Hossza |
| ------- | --------------------------------------------------------------------------------------- | ------------------------------------------------------ | ---------------------------------------------------------------------------------------- | ------ |
| 1.      | Real Love                                                                               | John Lennon                                            | 1980 júliusa és 1995 februárja, a New York-i Dakota-ház és az icklesham-i Hogg Hill Mill | 3:54   |
| 2.      | Yes It Is (2 és 14 felvétel)                                                            |                                                        | 1965. február 16., EMI studió                                                            | 1:50   |
| 3.      | I'm Down (1 felvétel)                                                                   |                                                        | 1965. június 14., EMI studió                                                             | 2:53   |
| 4.      | You've Got to Hide Your Love Away (1, 2 és 5 felvétel, monó)                            |                                                        | 1965. február 18., EMI studió                                                            | 2:45   |
| 5.      | If You've Got Toruble                                                                   |                                                        | 1965. február 18., EMI studió                                                            | 2:48   |
| 6.      | That Means a Lot (1 felvétel)                                                           |                                                        | 1965. február 20., EMI studió                                                            | 2:27   |
| 7.      | Yesterday (1 felvétel)                                                                  |                                                        | 1965. június 14., EMI studió                                                             | 2:34   |
| 8.      | It's Only Love (1 felvétel, monó)                                                       |                                                        | 1965. június 15., EMI studió                                                             | 1:59   |
| 9.      | I Feel Fine (Blackpool Night Out felvételeiből, monó)                                   |                                                        | 1965. augusztus 1., a blackpool-i ABC Theatre                                            | 2:16   |
| 10.     | Ticket to Ride (Blackpool Night Out felvételeiből, monó)                                |                                                        | 1965. augusztus 1., a blackpool-i ABC Theatre                                            | 2:45   |
| 11.     | Yesterday (Blackpool Night Out felvételeiből, monó)                                     |                                                        | 1965. augusztus 1., a blackpool-i ABC Theatre                                            | 2:43   |
| 12.     | Help! (Blackpool Night Out felvételeiből, monó)                                         |                                                        | 1965. augusztus 1., a blackpool-i ABC Theatre                                            | 2:55   |
| 13.     | Everybody's Trying to Be My Baby (a Shea Stadiumban felvett koncert felvételéről, monó) | Carl Perkins                                           | 1965. augusztus 15., a New York-i Shea Stadium                                           | 2:45   |
| 14.     | Norwegian Wood (This Bird Has Flown) (1 felvétel)                                       |                                                        | 1965. október 12., EMI studió                                                            | 1:59   |
| 15.     | I'm Looking Through You (1 felvétel)                                                    |                                                        | 1965. október 24., EMI studió                                                            | 2:54   |
| 16.     | 12-Bar Original (2 felvétel szerkesztett változata)                                     | Lennon, Paul McCartney, George Harrison és Ringo Starr | 1965. november 4., EMI studió                                                            | 2:55   |
| 17.     | Tomorrow Never Knows (első felvétel, első típusa)                                       |                                                        | 1966. április 6., EMI studió                                                             | 3:14   |
| 18.     | Got to Get You Into My Life (5 felvétel, monó)                                          |                                                        | 1966. április 7., EMI studió                                                             | 2:54   |
| 19.     | And Your Bird Can Sing (2 felvétel)                                                     |                                                        | 1966. április 20., EMI studió                                                            | 2:13   |
| 20.     | Taxman (11 felvétel)                                                                    | Harrison                                               | 1966. április 21., EMI studió                                                            | 2:32   |
| 21.     | Eleanor Rigby (szimfonikus háttér, 14 felvétel)                                         |                                                        | 1966. április 28., EMI studió                                                            | 2:06   |
| 22.     | I'm Only Sleeping (zenei aláfestés próba, monó)                                         |                                                        | 1966. április 29., EMI studió                                                            | 0:41   |
| 23.     | I'm Only Sleeping (1 felvétel, monó)                                                    |                                                        | 1966. április 29., EMI studió                                                            | 2:59   |
| 24.     | Rock and Roll Music (a tokiói koncert felvétele, monó)                                  | Chuck Berry                                            | 1966. június 30., a tokiói Nippon Budókan                                                | 1:39   |
| 25.     | She's a Woman (a tokiói koncert felvétele, monó)                                        |                                                        | 1966. június 30., a tokiói Nippon Budókan                                                | 2:55   |

### Második lemez
| Sorszám | Cím                                                                    | Szerzők  | A felvétel ideje, helye                                   | Hossza |
| ------- | ---------------------------------------------------------------------- | -------- | --------------------------------------------------------- | ------ |
| 1.      | Strawberry Fields Forever (demórészlet,monó)                           |          | 1966. novembere, a weybridge-i Kenwood, St George's Hill  | 1:42   |
| 2.      | Strawberry Fields Forever (1 felvétel)                                 |          | 1966. november 24. EMI studió                             | 2:35   |
| 3.      | Strawberry Fields Forever (7 felvétel szerkesztett, nyugodt változata) |          | 1966. november 29. és december 9., EMI studió             | 4:14   |
| 4.      | Penny Lane (remix változat)                                            |          | 1966. december 29. és 1967. január 17. között, EMI studió | 3:13   |
| 5.      | A Day in The Life (1, 2 és 6 felvétel zenekarral kiegészítve)          |          | 1967. január 19., 20. és február 10., EMI studió          | 5:05   |
| 6.      | Good Morning Good Morning (8 felvétel)                                 |          | 1967. február 8., 16., EMI studió                         | 2:40   |
| 7.      | Only a Northern Song (3 és 12 felvétel)                                | Harrison | 1967. február 13–14., és április 20., EMI studió          | 2:44   |
| 8.      | Being for the Benefit of Mr. Kite! (1 és 2 felvétel)                   |          | 1967. február 17., EMI studió                             | 1:05   |
| 9.      | Being for the Benefit of Mr. Kite! (7 felvétel)                        |          | 1967. február 17. és 20., EMI studió                      | 2:34   |
| 10.     | Lucy in the Sky with Diamonds (6, 7 és 8 felvétel)                     |          | 1967. március 1–2., EMI studió                            | 3:06   |
| 11.     | Within You Without You (zenei aláfestés)                               | Harrison | 1967. március 15– április 3., EMI studió                  | 5:27   |
| 12.     | Sgt. Pepper’s Lonely Hearts Club Band (Reprise) (5 felvétel, monó)     |          | 1967. április 1., EMI studió                              | 1:27   |
| 13.     | You Know My Name (Look Up The Number)                                  |          | 1967. május 17.–1969. április 30., EMI studió             | 5:43   |
| 14.     | I Am The Walrus (16 felvétel)                                          |          | 1967. szeptember 5., EMI studió                           | 4:02   |
| 15.     | The Fool on the Hill (demófelvétel, monó)                              |          | 1967. szeptember 6., EMI studió                           | 2:48   |
| 16.     | Your Mother Should Know (27 felvétel)                                  |          | 1967. szeptember 16., EMI studió                          | 3:02   |
| 17.     | The Fool on the Hill (4 felvétel)                                      |          | 1967. szeptember 25., EMI studió                          | 3:45   |
| 18.     | Hello, Goodbye (16 felvétel)                                           |          | 1967. október 2. és 19., EMI studió                       | 3:18   |
| 19.     | Lady Madonna (3 és 4 felvétel)                                         |          | 1968. február 3., 6., EMI studió                          | 2:22   |
| 20.     | Across the Universe (2 felvétel)                                       |          | 1968. február 3., EMI studió                              | 3:29   |

## Helyezések
| Ország                 | Legjobb helyezés |
| ---------------------- | ---------------- |
| Ausztrál albumlista    | 2                |
| Ausztriai albumlista   | 9                |
| Belga albumlista       | 8, ill. 7        |
| Kanadai RPM Top 100    | 3                |
| Holland albumlista     | 4                |
| Európai albumlista     | 4                |
| Finn albumlista        | 5                |
| Francia albumlista     | 22               |
| Német albumlista       | 4                |
| Magyar albumlista      | 7                |
| Olasz albumlista       | 13               |
| Japán albumlista       | 3                |
| Új-Zélandi albumlista  | 3                |
| Norvég albumlista      | 5                |
| Skót albumlista        | 2                |
| Svéd albumlista        | 2                |
| Svájci albumlista      | 4                |
| Brit albumlista        | 1                |
| Amerikai Billboard 200 | 1                |

## Fordítás
Ez a szócikk részben vagy egészben  az   Anthology 2 című angol Wikipédia-szócikk fordításán alapul.  Az eredeti cikk szerkesztőit annak laptörténete sorolja fel. Ez a jelzés csupán a megfogalmazás eredetét és a szerzői jogokat jelzi, nem szolgál a cikkben szereplő információk forrásmegjelöléseként.